# دیپا کارماکار
دیپا کارماکار (انگلیسی: Dipa Karmakar؛ زادهٔ ۹ اوت ۱۹۹۳) ژیمناست هنری اهل هند است و سابقه کسب مدال در مسابقات ژیمناستیک قهرمانی آسیا و حضور در المپیک را نیز دارد.